# Lakester

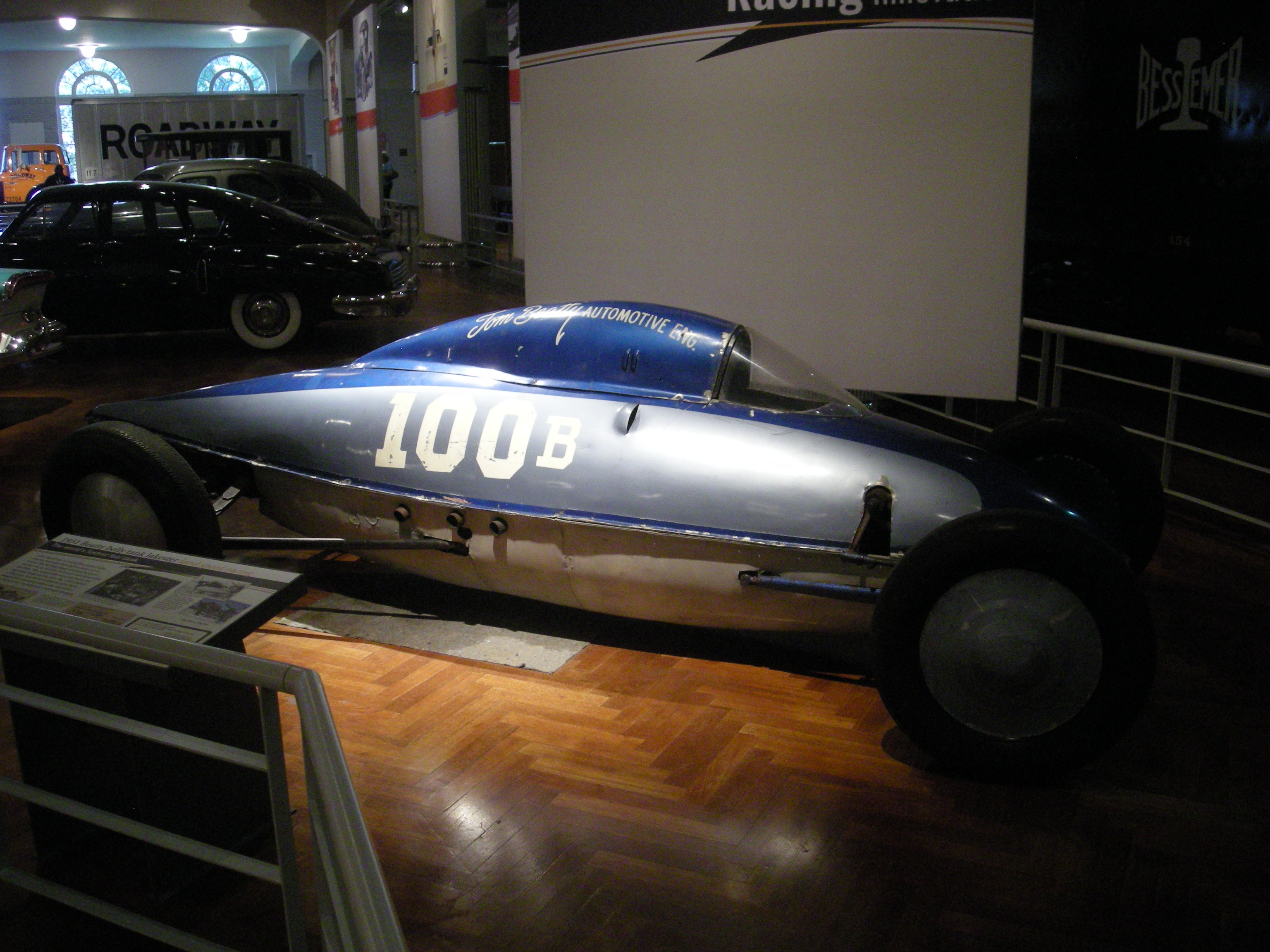
Foto di un Lakester in mostra all'Henry Ford Museum

Il Lakester è un tipo di automobile recante una carrozzeria particolarmente aerodinamica ad eccezione delle quattro ruote, che sono esposte. Spesso è ricavato dal serbatoio di un aeromobile modificato. La principale attrazione è l'eccellente forma aerodinamica del serbatoio. La costruzione dei Lakesters diventò popolare dopo la seconda guerra mondiale quando i serbatoi superflui erano disponibili a basso costo.

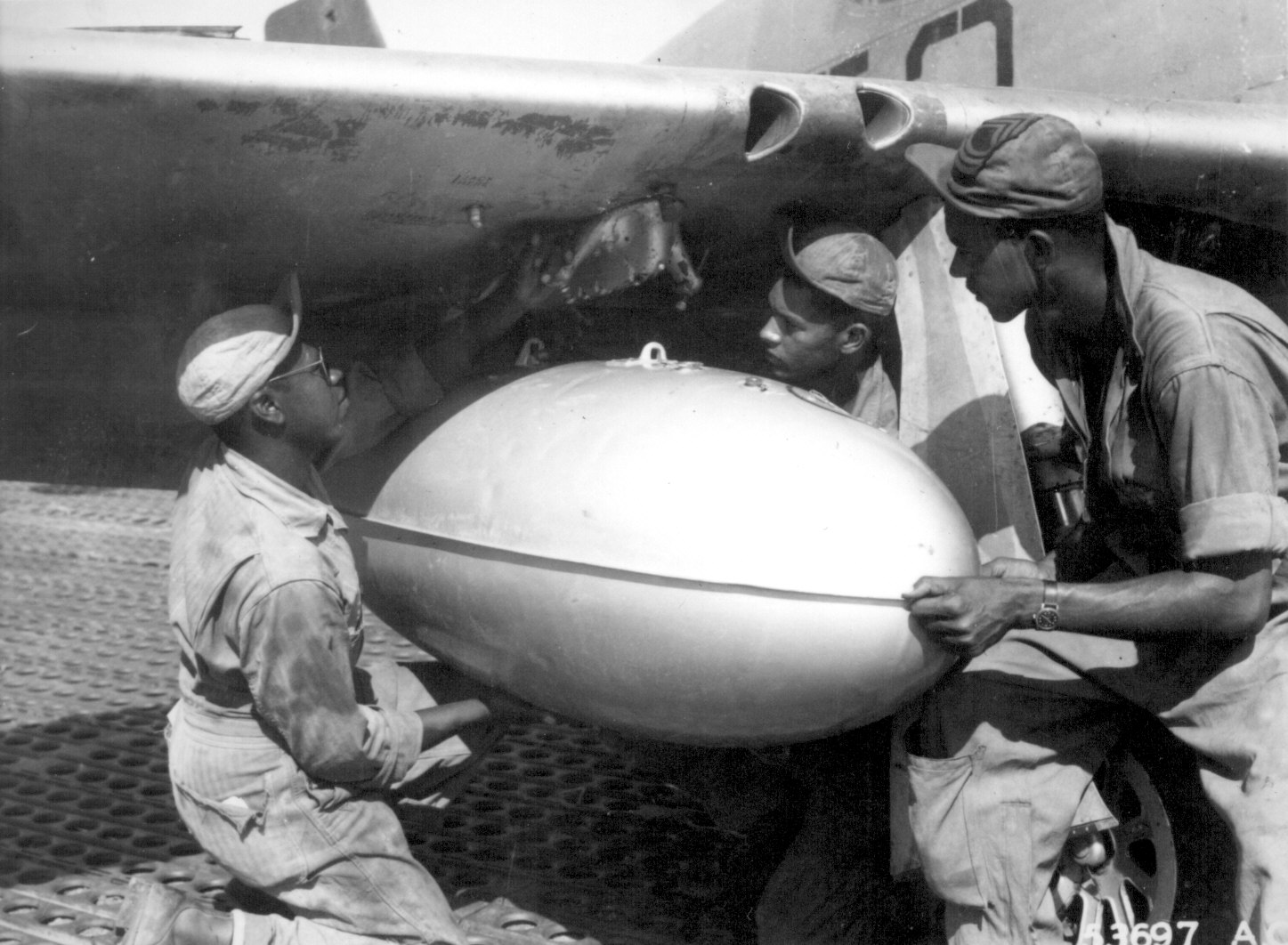
Un esempio di un serbatoio su un P-51, non serve necessariamente un serbatoio da 168 galloni o un belly tank

## Storia
Nei tardi anni '40 Bill Burke della So-Cal Speed Shop costruì il primo Lakester da un serbatoio di un aereo superfluo. L'idea di usare il serbatoio come corpo aerodinamico per una automobile venne a Burke quando ha visto alcuni serbatoi su una chiatta che venivano portati a terra a Guadalcanal. Burke ricorda di aver pensato: "Mio Dio, che meraviglioso esempio di aerodinamica è questo!" Con un metro a nastro, Burke salì a bordo e misurò uno dei serbatoi. Egli conosceva le dimensioni di un blocco motore e di un posteriore Ford, e poté realizzare che i componenti meccanici sarebbero potuti entrare nella struttura.

## Produzione
Dopo la seconda guerra mondiale i serbatoi in più venivano venduti per 35 o 40 dollari al pezzo, e a centinaia erano immagazzinati in zone di raccolta. Il primo Lakester di Burke venne creato da un serbatoio di 168 galloni utilizzato su un Mustang P-51. Comunque con l'esperienza si scoprì che il serbatoio da 315 galloni usato sul Lightning P-38 era più pratico grazie alle dimensioni maggiori. I serbatoi consistevano di due metà fuse insieme, la parte superiore aveva le aperture per il carburante e tutte le parti necessarie per unirlo all'aeroplano, solitamente solo due parti inferiori venivano usate per creare un Lakester.

## Corse
La prima gara di Lakester si svolse alle Bonneville Salt Flats, dove ancora oggi si svolgono gare di questi veicoli.